# Loomis (entreprise)
Pour les articles homonymes, voir Loomis.

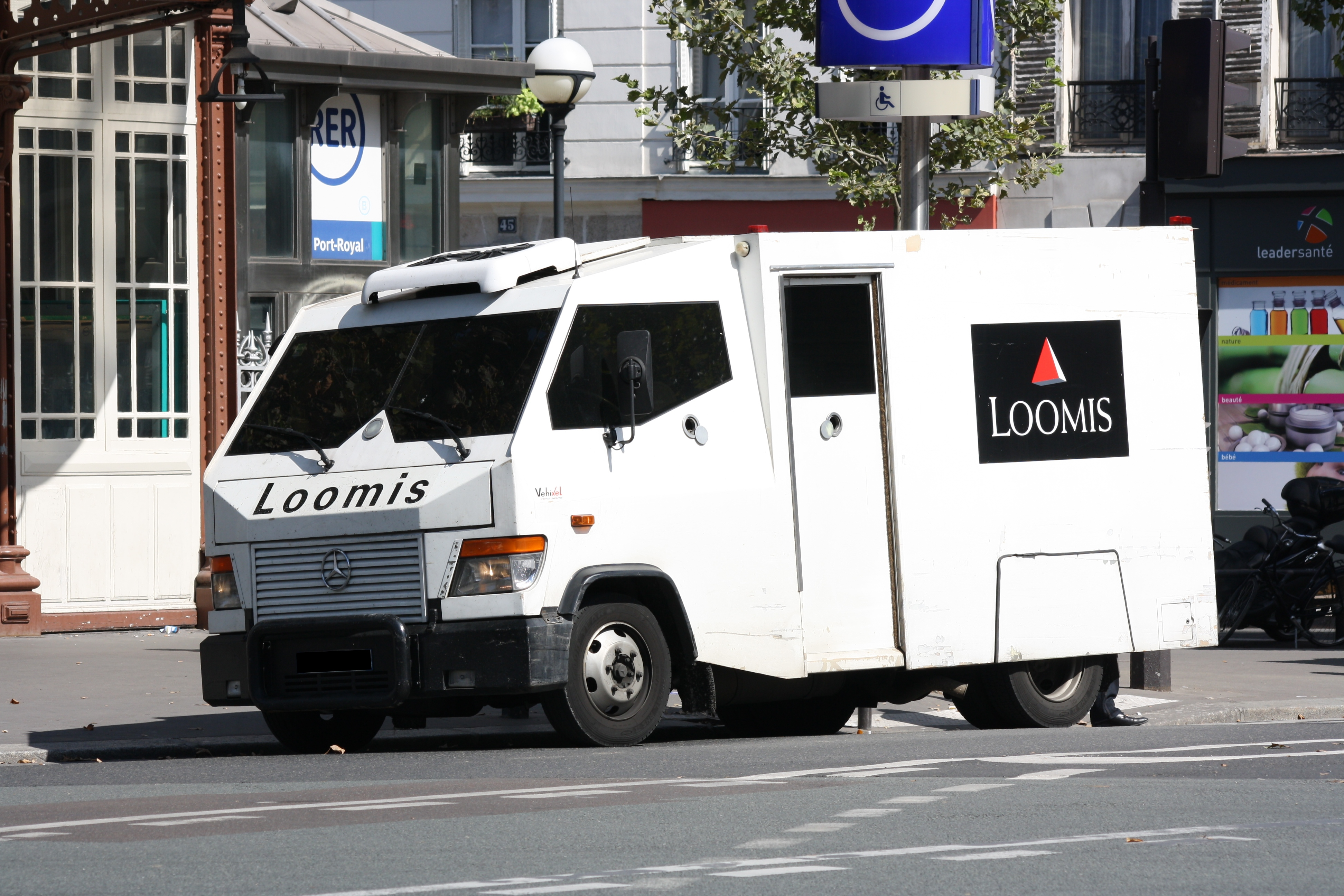
Fourgon blindé Mercedes-Benz Vario 815 D blindé de Loomis à Paris.

Loomis est une entreprise de transport de fonds. Faisant partie du groupe Securitas AB, Loomis est coté à la bourse de Stockholm depuis le 9 décembre 2008.

## Histoire
L’entreprise est victime d’un important détournement de fonds (11,6 millions d’euros) le 5 novembre 2009 à Lyon par l’un de ses employés, Toni Musulin.
Il est condamné le 4 février 2011 par le tribunal de grande instance de Lyon à verser 270 000 euros de dommages et intérêts à son ancien employeur.